# Chrysoperla
Chrysoperla is een geslacht van insecten uit de familie van de gaasvliegen (Chrysopidae). Er zijn 58 soorten die vrijwel wereldwijd voorkomen. De bekendste soort is de groene gaasvlieg (Chrysoperla carnea), die ook in België en Nederland voorkomt. 

## Soorten
- C. adamsi C.S. Henry, M.M. Wells & R.J. Pupedis, 1993
- C. affinis (Stephens, 1836)
- C. agilis Henry et al., 2003
- C. annae Brooks, 1994
- C. argentina González Olazo, 2002
- C. asoralis (Banks, 1915)
- C. bellatula X.-k. Yang & C.-k. Yang, 1992
- C. brevicollis (Rambur, 1842)
- C. carnea Stephens, 1836 — Groene gaasvlieg
- C. comanche (Banks, 1938)
- C. comans (Tjeder, 1966)
- C. congrua (Walker, 1853)
- C. chusanina (Navás, 1933)
- C. decaryana (Navás, 1934)
- C. defreitasi Brooks, 1994
- C. deserticola Hölzel & Ohm, 2003
- C. downesi (Smith, 1932)
- C. dozieri (Smith, 1931)
- C. euneura X.-k. Yang & C.-k. Yang, 1992
- C. exotera (Navás, 1914)
- C. externa (Hagen, 1861)
- C. exul (McLachlan, 1869)
- C. furcifera (Okamoto, 1914)
- C. galapagoensis (Banks, 1924)
- C. gallagheri Hölzel, 1989
- C. genanigra de Freitas, 2003
- C. hainanica X.-k. Yang & C.-k. Yang, 1992
- C. harrisii (Fitch, 1855)
- C. insulata (Fraser, 1957)
- C. johnsoni C.S. Henry, M.M. Wells & R.J. Pupedis, 1993
- C. longicaudata X.-k. Yang & C.-k. Yang, 1992
- C. lucasina (Lacroix, 1912)
- C. mediterranea (Hölzel, 1972)
- C. mexicana Brooks, 1994
- C. mutata (McLachlan, 1898)
- C. nigrinervis Brooks, 1994
- C. nipponensis (Okamoto, 1914)
- C. nyerina (Navás, 1933)
- C. oblita (Hölzel, 1973)
- C. orestes (Banks, 1911)
- C. pallida C.S. Henry, S.J. Brooks, P. Duelli & J.B. Johnson, 2002
- C. plicata (Tjeder, 1966)
- C. plorabunda (Fitch, 1855)
- C. pudica (Navás, 1914)
- C. qinlingensis C.-k. Yang & X.-k. Yang, 1989
- C. raimundoi de Freitas & Penny, 2001
- C. renoni (Lacroix, 1933)
- C. rotundata (Navás, 1929)
- C. rufilabris (Burmeister, 1839)
- C. siamensis Brooks, 1994
- C. sillemi (Esben-Petersen, 1935)
- C. sola X.-k. Yang & C.-k. Yang, 1992
- C. suzukii (Okamoto, 1919)
- C. thelephora C.-k. Yang & X.-k. Yang, 1989
- C. volcanicola Hölzel et al., 1999
- C. xizangana (C.-k. Yang et al in Huang et al., 1988)
- C. yulinica C.-k. Yang & X.-k. Yang, 1989
- C. zastrowi (Esben-Petersen, 1928)